# Jan Salas
Jan Salas (Sabadell, 29 de enero de 2005) es un futbolista español que juega en la demarcación de centrocampista en el RCD Mallorca "B" de la Segunda Federación. 

## Biografía
Tras formarse como futbolista en las categorías inferiores del RCD Mallorca, finalmente debutó con el segundo equipo el 26 de marzo de 2023 contra el SCR Peña Deportiva, encuentro que ganó por 2-0 el equipo de Santa Eulalia del Río. El 1 de febrero de 2025 debutó con el primer equipo en un partido de Liga contra el Club Atlético de Madrid.

## Clubes
Actualizado al último partido disputado el 22 de abril de 2025.
| Club             | País   | Año   | Partidos | Goles |
| ---------------- | ------ | ----- | -------- | ----- |
| RCD Mallorca "B" | España | 2023- | 63       | 11    |
| RCD Mallorca     | España | 2025- | 3        | 0     |